# Juventus Football Club 1963-1964
Questa voce raccoglie le informazioni riguardanti la Juventus Football Club nelle competizioni ufficiali della stagione 1963-1964.

## Stagione
Dopo l'avvicendamento ottobrino in panchina tra il brasiliano Paulo Amaral ed Eraldo Monzeglio (quest'ultimo direttore tecnico da marzo in poi, dopo essergli stato affiancato Ercole Rabitti), al termine della stagione la squadra bianconera, che aveva accolto in rosa i neoacquisti brasiliani Da Costa e Nené, chiuse il campionato al quinto posto, a pari punti con la Fiorentina quarta classificata, ma con lo svantaggio di un peggiore quoziente reti.
Il piazzamento fruttò comunque ai piemontesi una nuova qualificazione alla Coppa delle Fiere, dove nell'edizione corrente avevano raggiunto i quarti di finale prima di venire estromessi dagli spagnoli del Real Saragozza, futuri trionfatori. Mentre in Coppa Italia, dove la Juventus – al pari delle altre squadre impegnate nelle coppe europee – usufruì di un bye che la fece entrare in tabellone direttamente dai quarti di finale, il cammino s'interruppe in semifinale, in una stracittadina contro il Torino.

## Divise
| Casa | Trasferta | 1ª portiere | 2ª portiere |

## Rosa

I neoacquisti da Costa e Nené, insieme a del Sol, in una pausa di allenamento durante la preparazione nell'agosto 1963.

| N. |                   | Ruolo | Calciatore           |
| -- | ----------------- | ----- | -------------------- |
|    | Italia (bandiera) | P     | Roberto Anzolin      |
|    | Italia (bandiera) | P     | Carlo Mattrel        |
|    | Italia (bandiera) | P     | Luigi Ferrero        |
|    | Italia (bandiera) | D     | Gianfranco Leoncini  |
|    | Italia (bandiera) | D     | Sandro Salvadore     |
|    | Italia (bandiera) | D     | Ernesto Càstano      |
|    | Italia (bandiera) | D     | Benito Sarti         |
|    | Italia (bandiera) | D     | Giancarlo Bercellino |
|    | Italia (bandiera) | D     | Renato Caocci        |
|    | Italia (bandiera) | C     | Adolfo Gori          |
|    | Spagna (bandiera) | C     | Luis del Sol         |

| N. |                      | Ruolo | Calciatore             |
| -- | -------------------- | ----- | ---------------------- |
|    | Italia (bandiera)    | C     | Giampaolo Menichelli   |
|    | Italia (bandiera)    | C     | Gino Stacchini         |
|    | Italia (bandiera)    | C     | Carlo Dell'Omodarme    |
|    | Italia (bandiera)    | C     | Dino da Costa          |
|    | Italia (bandiera)    | C     | Giovanni Sacco         |
|    | Italia (bandiera)    | C     | Bruno Mazzia           |
|    | Argentina (bandiera) | A     | Omar Sívori (capitano) |
|    | Brasile (bandiera)   | A     | Nené                   |
|    | Italia (bandiera)    | A     | Silvino Bercellino     |
|    | Italia (bandiera)    | A     | Gianfranco Zigoni      |

## Risultati

### Serie A

#### Girone di andata
| Arbitro: | Righi (Milano) |

|                                   |           |             |
| Sívori 18’, 49’ Dell'Omodarme 88’ | Marcatori | 70’ Micheli |

| Arbitro: | Francescon (Padova) |

|             |           |  |
| Merighi 28’ | Marcatori |  |

| Arbitro: | Varazzani (Parma) |

|                                             |           |  |
| Da Costa 8’ Sívori 32’ (rig.), 89’ Nené 66’ | Marcatori |  |

| Arbitro: | Jonni (Macerata) |

|  |           |                           |
|  | Marcatori | 1’ (rig.) Sívori 15’ Nené |

| Arbitro: | Adami (Roma) |

|          |           |             |
| Nené 28’ | Marcatori | 63’ Maschio |

| Arbitro: | Jonni (Macerata) |

|                            |           |            |
| Da Costa 14’ Nené 37’, 80’ | Marcatori | 41’ Schütz |

| Arbitro: | Marchese (Frattamaggiore) |

|                                        |           |  |
| Calvanese 25’ Domenghini 39’ Milan 88’ | Marcatori |  |

| Arbitro: | Gambarotta (Genova) |

|                                |           |              |
| Nené 3’ Del Sol 29’ Sívori 32’ | Marcatori | 87’ Hitchens |

| Arbitro: | De Marchi (Pordenone) |

|  |           |                              |
|  | Marcatori | 50’ (aut.) Mazzia 82’ Sívori |

| Arbitro: | D'Agostini (Roma) |

|                           |           |                              |
| Del Sol 24’ Stacchini 45’ | Marcatori | 84’ Mazzero 88’ Schnellinger |

| Arbitro: | Sbardella (Roma) |

|                        |           |                     |
| Mora 34’ Fortunato 80’ | Marcatori | 55’ Nené 70’ Sívori |

| Arbitro: | Genel (Trieste) |

|                        |           |               |
| Sívori 47’, 59’ (rig.) | Marcatori | 49’ Brambilla |

| Arbitro: | Jonni (Macerata) |

|  |           |                |
|  | Marcatori | 67’ Menichelli |

| Arbitro: | De Marchi (Pordenone) |

|                                                     |           |           |
| Burgnich 20’ (aut.) Del Sol 39’, 41’ Menichelli 90’ | Marcatori | 4’ Milani |

| Arbitro: | Francescon (Padova) |

|                            |           |            |
| Nielsen 37’ Bulgarelli 50’ | Marcatori | 76’ Sívori |

| Arbitro: | Marchese (Frattamaggiore) |

|                          |           |  |
| Miranda 40’ Lampredi 64’ | Marcatori |  |

| Torino 12 gennaio 1964, ore 14:30 CET 17ª giornata | Juventus                     | 0 – 0 referto | Genoa | Stadio Comunale\| Arbitro: \| De Robbio (Torre Annunziata) \| |
| Arbitro:                                           | De Robbio (Torre Annunziata) |               |       |                                                               |

#### Girone di ritorno
| Arbitro: | D'Agostini (Roma) |

|             |           |                                |
| Micheli 82’ | Marcatori | 31’, 70’ Menichelli 74’ Sívori |

| Torino 2 febbraio 1964, ore 14:30 CET 19ª giornata | Juventus          | 0 – 0 referto | Modena | Stadio Comunale\| Arbitro: \| Angonese (Mestre) \| |
| Arbitro:                                           | Angonese (Mestre) |               |        |                                                    |

| Arbitro: | Rigato (Mestre) |

|             |           |            |
| Vanzini 42’ | Marcatori | 39’ Sívori |

| Arbitro: | Genel (Trieste) |

|              |           |  |
| Da Costa 28’ | Marcatori |  |

| Arbitro: | Marchese (Frattamaggiore) |

|                        |           |             |
| Pirovano 8’ Hamrin 40’ | Marcatori | 67’ Del Sol |

| Arbitro: | Lo Bello (Siracusa) |

|             |           |                    |
| Sormani 85’ | Marcatori | 16’, 72’ Stacchini |

| Torino 8 marzo 1964, ore 15:00 CET 24ª giornata | Juventus         | 0 – 0 referto | Atalanta | Stadio Comunale\| Arbitro: \| Sbardella (Roma) \| |
| Arbitro:                                        | Sbardella (Roma) |               |          |                                                   |

| Torino 15 marzo 1964, ore 15:00 CET 25ª giornata | Torino             | 0 – 0 referto | Juventus | Stadio Comunale (ca 35 000 spett.)\| Arbitro: \| Campanati (Milano) \| |
| Arbitro:                                         | Campanati (Milano) |               |          |                                                                        |

| Arbitro: | Jonni (Macerata) |

|  |           |                                     |
|  | Marcatori | 3’ Landoni 27’ Maraschi 43’ Morrone |

| Arbitro: | Roversi (Bologna) |

|             |           |          |
| Recagni 80’ | Marcatori | 33’ Nené |

| Arbitro: | Francescon (Padova) |

|                   |           |                   |
| S. Bercellino 74’ | Marcatori | 70’, 83’ Amarildo |

| Arbitro: | D'Agostini (Roma) |

|                   |           |  |
| Caocci 80’ (aut.) | Marcatori |  |

| Arbitro: | Varazzani (Parma) |

|                                          |           |                    |
| Menichelli 51’, 62’ Nené 69’, 78’ (rig.) | Marcatori | 60’ (rig.) Vinício |

| Arbitro: | Lo Bello (Siracusa) |

|            |           |  |
| Milani 47’ | Marcatori |  |

| Torino 17 maggio 1964, ore 16:00 CET 32ª giornata | Juventus         | 0 – 0 referto | Bologna | Stadio Comunale\| Arbitro: \| Jonni (Macerata) \| |
| Arbitro:                                          | Jonni (Macerata) |               |         |                                                   |

| Arbitro: | Orlando (Bergamo) |

|                                                                 |           |                        |
| Bicchierai 29’ (aut.) Stacchini 56’ Del Sol 63’ Nené 76’ (rig.) | Marcatori | 1’ Danova 4’ Battaglia |

| Arbitro: | Ferrari (Milano) |

|                                |           |          |
| Locatelli 34’, 71’ Fossati 87’ | Marcatori | 74’ Gori |

### Coppa Italia
| Arbitro: | Angonese (Mestre) |

|                                                  |           |           |
| S. Bercellino 11’ Sívori 30’ Menichelli 39’, 46’ | Marcatori | 42’ Renna |

| Arbitro: | De Marchi (Pordenone) |

|                               |           |  |
| Hitchens 15’ Peiró 60’ (rig.) | Marcatori |  |

### Coppa delle Fiere
| Arbitro: | Kandlbinder |

|                     |           |             |
| Nenè 34’ Zigoni 53’ | Marcatori | 34’ Gugleta |

| Arbitro: | Emsberger |

|                         |           |               |
| Gugleta 76’ Milosev 83’ | Marcatori | 17’ Stacchini |

| Arbitro: | Dienst |

|                |           |  |
| Menichelli 82’ | Marcatori |  |

| Arbitro: | Monatiriotis |

|               |           |  |
| Stacchini 30’ | Marcatori |  |

| Arbitro: | Tschenscher |

|            |           |                                |
| Beitia 64’ | Marcatori | 5’ Dell'Omodarme 9’ Menichelli |

| Arbitro: | Wharton |

|                                   |           |                                         |
| Isasi 10’ Marcelino 57’ Villa 60’ | Marcatori | 70’ (rig.) Menichelli 87’ Dell'Omodarme |

| Torino 12 febbraio 1964 Quarti di finale - Ritorno | Juventus | 0 – 0 | Saragozza | Stadio Comunale\| Arbitro: \| Keiner \| |
| Arbitro:                                           | Keiner   |       |           |                                         |